# Miotacz ognia

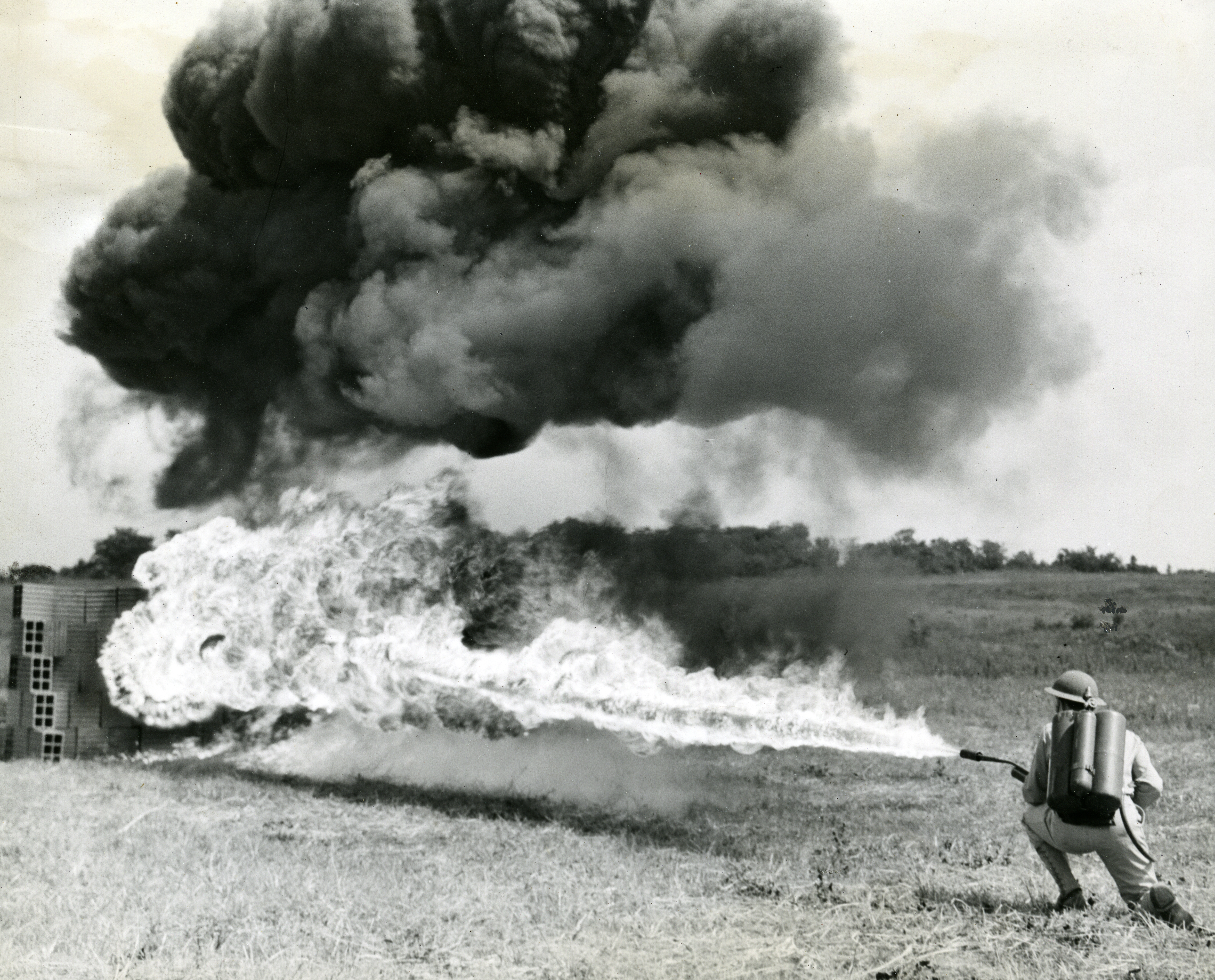
Amerykański miotacz ognia z okresu II wojny światowej w akcji

Miotacz ognia (miotacz płomieni) – broń wyrzucająca w kierunku przeciwnika strumień zapalonej mieszanki.

## Historia

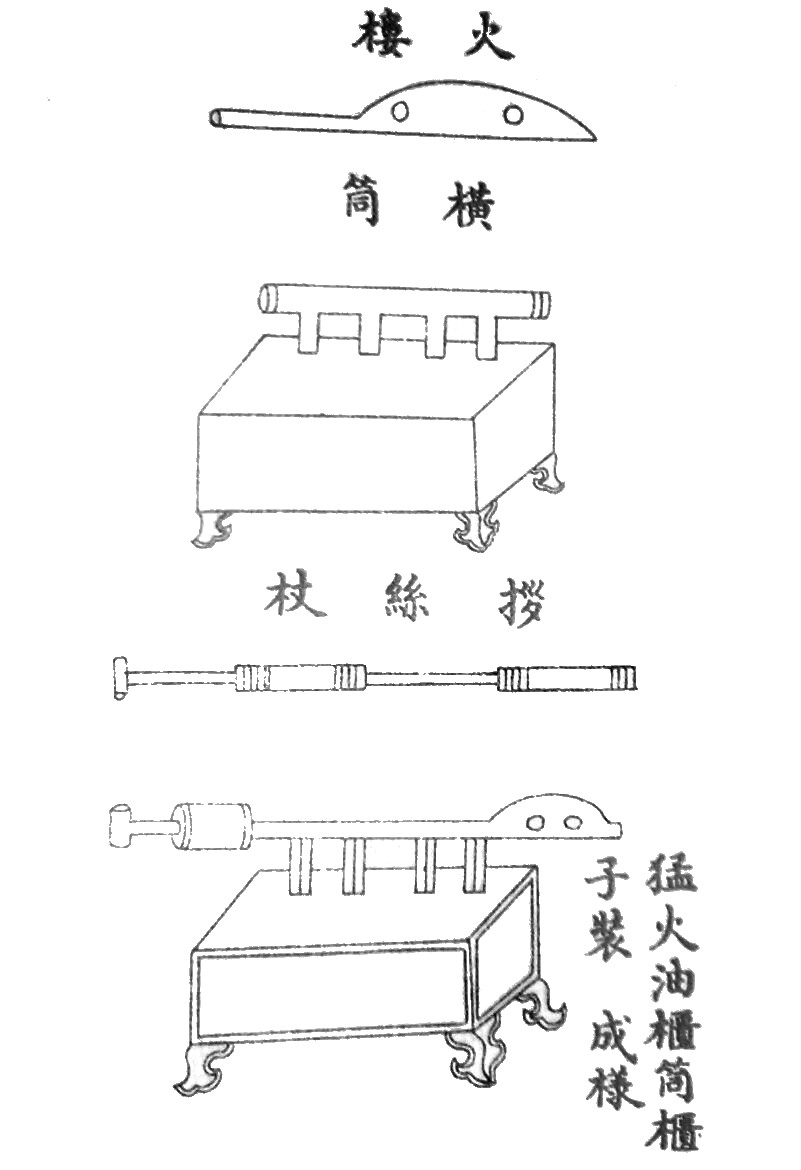
Chiński miotacz ognia, manuskrypt z 1044 roku

Pierwsza wzmianka o podobnej broni widnieje w dziele Tukidydesa Wojna peloponeska przy opisie oblężenia Delion w roku 424 p.n.e. Przeszło tysiąc lat później miotaczy używano do wyrzucania ognia greckiego przez Bizancjum w wojnach z Arabami. Kilkaset lat później za czasów dynastii Song w Chinach zbudowano dwa rodzaje broni, rażącej ogniem; jednym była lanca ognista – lekka, jednorazowa tuba, wypełniona prochem i siekańcami. Drugim był właściwy miotacz ognia, oparty na pompie podwójnego działania, pozwalającej na stały wypływ cieczy – w tym przypadku płonącej mieszaniny zapalającej.
Przenośny miotacz ognia o współczesnej budowie opatentował niemiecki wynalazca Richard Fiedler w 1910 roku. Po raz pierwszy na polu walki przenośne miotacze ognia zastosowane zostały przez Niemców w lutym 1915 roku przeciwko wojskom francuskim pod Malancourt podczas I wojny światowej. Już wcześniej stosowane były w warunkach wojny pozycyjnej ciężkie stacjonarne miotacze ognia. Przenośne miotacze ognia zostały następnie zaadaptowane także przez inne armie.
W latach międzywojennych do wyposażenia wojsk weszły trzy podstawowe rodzaje miotaczy ognia:
- przenośne
- stacjonarne (fugasowe)
- zmechanizowane

W 1933 roku miotacze ognia zostały zamontowane po raz pierwszy na radzieckim czołgu OT-26, a wkrótce potem podobne miotacze na tankietkach CV3/33 i CV3/35 (wersja L3 Lancia Fiamme) zamontowali Włosi. Włosi także po raz pierwszy użyli w działaniach bojowych miotaczy zmechanizowanych w trakcie walk w Etiopii.
W trakcie II wojny światowej miotacze ognia zamontowane na pojazdach pancernych były szeroko stosowane, także miotacze przenośne były na wyposażeniu wszystkich armii biorących udział w wojnie. Stosowano je przede wszystkim do niszczenia schronów. Przykładem takiego zastosowania, mogą być czołgowe miotacze płomieni Churchill-Crocodile produkcji brytyjskiej konstruowane na bazie czołgów Mk IV Churchill których efektywny zasięg sięgał nawet do 110 metrów. Na wyposażeniu jednostek saperskich znajdowały się miotacze płomieni Lifebuoy lub Ack-Pack.
Po wojnie szeroko stosowano bezodrzutowe miotacze ognia. Były przeznaczone do rażenia żołnierzy przeciwnika znajdujących się w schronach bojowych, punktach oporu i na pojazdach. Z miotacza wystrzeliwano naboje wypełnione zagęszczoną mieszanką napalmową, a maksymalna odległość strzelania wynosiła 400 m; ogień do celu punktowego prowadzono na odległość do 190 metrów.

## Budowa i zasada działania plecakowego miotacza ognia

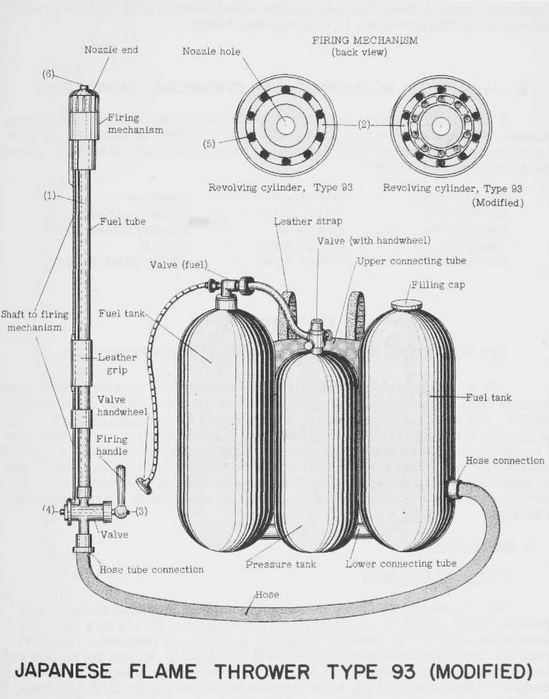
Schemat japońskiego plecakowego miotacza ognia Typ 93

Część plecakowa typowego miotacza składa się ze zbiornika mieszanki zapalającej oraz butli z materiałem pędnym. Zbiornik połączony jest giętkim przewodem do części ręcznej (przypominającej strzelbę), posiadającą spust i połączony z nim zawór, a u wylotu specjalne urządzenie zapłonowe. Po otwarciu zaworu butli sprężony gaz dostaje się do przestrzeni ponad paliwem i wywiera na nie nacisk, sprawiając, że poprzez wąż dostaje się ono do części ręcznej. W tym momencie miotacz jest gotowy do użycia. Naciśnięcie spustu powodowało otwarcie zaworu w części ręcznej z równoczesnym zadziałaniem urządzenia zapłonowego i fala ognia wydostawała się z rury. Możliwe było oddanie kilku krótkich lub jednego długiego strzału.
Innym przykładem jest konstrukcja trzystrzałowego miotacza, posiadająca trzy oddzielne zbiorniki mieszanki, wyrzucanej ciśnieniem gazów prochowych. Zawarte w zbiornikach ładunki prochu odpalane były elektrycznie. Były także przenośne konstrukcje jednostrzałowe np. niemiecki Einstossflammenwerfer 46.
Zasięg skuteczny wynosił zaledwie około 30 m, a i tak znaczna większość mieszanki wypalała się w locie i nie docierała do celu. Częściowym ulepszeniem w tym zakresie było stosowanie zagęszczonych mieszanek zapalających zamiast benzyny, które dzięki węższemu strumieniowi, miały większy zasięg. Zagęszczone mieszanki także lepiej przylegały do obiektów. Mimo to, zasięg pozostał stosunkowo niewielki i z tego powodu miotacze plecakowe nie są już stosowane, a miejsce ich zajęły rakietowe miotacze ognia. Przykładem tego rodzaju konstrukcji jest miotacz ognia RPO Trzmiel.